# Abbas Djoussouf
Abbas Djoussouf (22 de março de 1942 - 13 de junho de 2010) foi um político nas Comores. Foi primeiro-ministro de 22 de novembro de 1998 a 30 de abril de 1999. Ele foi o principal líder da oposição quando foi nomeado primeiro-ministro por Tadjidine Ben Said Massounde numa acção para ajudar a acalmar os movimentos separatistas nas Comores. Ele perdeu o cargo quando o coronel Azali Assoumani assumiu o poder num golpe militar em 30 de abril.